# Богатирьовське сільське поселення
Богатирьо́вське сільське поселення (рос. Богатирёвское сельское поселение) — муніципальне утворення у складі Цівільського району Чувашії, Росія. Адміністративний центр — село Богатирьово.

## Населення
Населення — 1370 осіб (2019, 1523 у 2010, 1872 у 2002).

## Склад
До складу поселення входять такі населені пункти:
| Населений пункт           | Населення, осіб (2002) | Населення, осіб (2010) |
| ------------------------- | ---------------------- | ---------------------- |
| Актай, присілок           | 45                     | 63                     |
| Богатирьово, село         | 416                    | 405                    |
| Великі Тіуші, присілок    | 117                    | 100                    |
| Верхні Хиркаси, присілок  | 199                    | 147                    |
| Верхня Шорсірма, присілок | 88                     | 63                     |
| Малі Тіуші, присілок      | 138                    | 110                    |
| Нижні Хиркаси, присілок   | 22                     | 15                     |
| Нижня Шорсірма, присілок  | 192                    | 144                    |
| Сюлескери, присілок       | 137                    | 112                    |
| Топтул, присілок          | 45                     | 40                     |
| Унгасеми, присілок        | 208                    | 143                    |
| Хорнзор, присілок         | 138                    | 106                    |
| Чиршкаси, присілок        | 117                    | 71                     |
| Шинари, присілок          | 10                     | 4                      |